# Слободка (Калушский район)
Слободка (укр. Слобідка) — село в Войниловской поселковой общине Калушского района Ивано-Франковской области Украины.
Население по переписи 2001 года составляло 613 человек. Занимает площадь 4,44 км². Почтовый индекс — 77333. Телефонный код — 03472.